# NGC 1319
NGC 1319 је лентикуларна галаксија у сазвежђу Еридан која се налази на NGC листи објеката дубоког неба.
Деклинација објекта је - 21° 31' 38" а ректасцензија 3h 23m 56,5s. Привидна величина (магнитуда) објекта NGC 1319 износи 12,9 а фотографска магнитуда 13,9. NGC 1319 је још познат и под ознакама ESO 548-6, MCG -4-9-3, PGC 12708.